# Caloptilia cecidophora
Caloptilia cecidophora là một loài bướm đêm thuộc họ Gracillariidae. Nó được tìm thấy ở Nhật Bản (Honshū, Kyūshū và quần đảo Ryukyu).
Sải cánh dài khoảng 12 mm.
Ấu trùng ăn Glochidion obovatum. Chúng có thể ăn lá nơi chúng làm tổ.